# Basterna

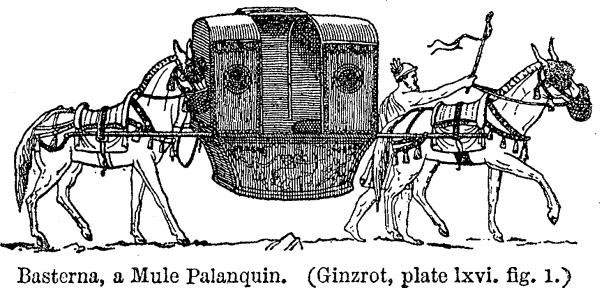
Llitera de mules.

Basterna era el nom d'una llitera en la que es portava a les dones de la classe alta romana durant l'època imperial.
A diferència de la lectica que era portada per esclaus, la basterna era portada per mules, i podia tenir els costats oberts o tancats, segons Ammià Marcel·lí. La conduïa un basternarius.